# フェリシアこども短期大学
フェリシアこども短期大学（ふぇりしあこどもたんきだいがく、英語: Felicia College of Childhood Education）は、東京都町田市三輪町1135に本部を置く日本の私立大学。1926年創立、1968年大学設置。

## 概観

### 大学全体
- 東京都町田市に所在する日本の私立短期大学で、設置主体は学校法人明泉学園[1]。
- 1968年に鶴川女子短期大学として開学。現在、2年制の国際こども教育学科と専攻科国際こども教育専攻（1年制）を設置する単科の短期大学である。

### 建学の精神（校訓・理念・学是）
- 本学の建学の精神の基幹を成すのは、「愛の教育」である。創設者百瀬泰男は、クリスチャンとして禁酒運動や伝道活動に尽力し、長く教育に携わってきた。その体験から、いかなる教育方法もキリストの愛の大きさに比べることはできないと悟り、「愛の教育」をもって建学の精神としたのである。著作「愛の教育　一日一想」の巻頭に収められている「愛は苦行である、だが人生最大のいのちである」という一文は「愛とは何か」を端的に示している。「愛」とは神そのものであり、慈悲であり、仁であり、犠牲である。「愛」は神の無償の姿を示し、親から子への愛に通ずる。よって、本学では「神の愛」をもって教育や活動を行い、社会に貢献できる人材の育成をめざすものである。

## 沿革
- 1926年
  - 秋丸静一、東京敬愛女学校を開校。
- 1961年
  - 町田市の現校地で鶴川高等学校を開校。
- 1968年

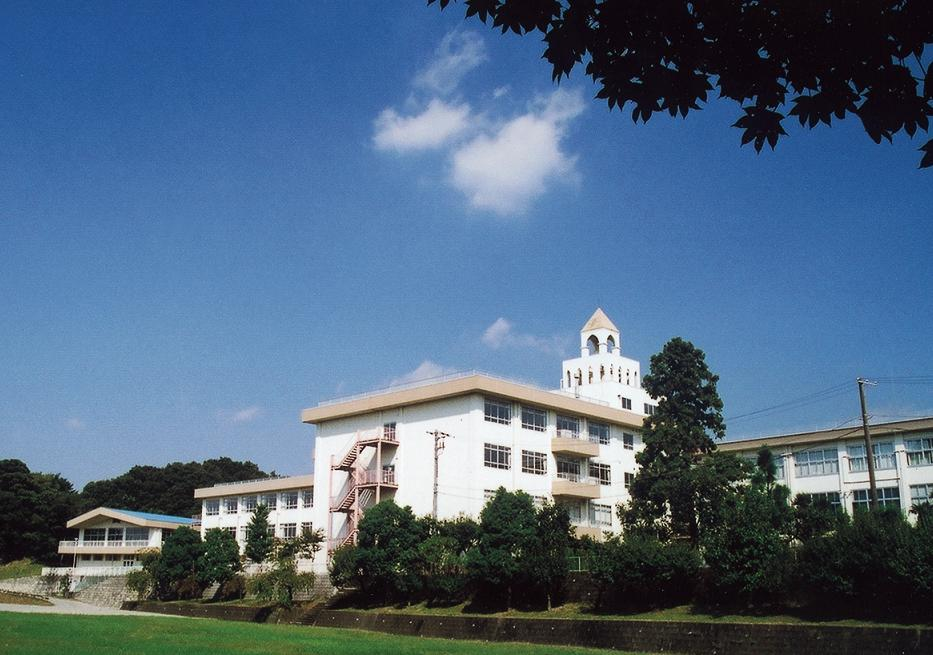
旧校舎（鶴川女子短期大学当時）

  - 2月3日 左記を以て文部省[注 1]より短期大学の設置が認可される[注 2]。
  - 4月1日 鶴川女子短期大学が以下の学科体制にて開学[注 3]。
    - 幼児教育学科 入学定員150名[注 4]

  - 5月1日 学生数[7]/定員
    - 幼児教育学科 62[注釈 1]/150
- 1970年
  - 5月1日 学生数[8]/定員
    - 幼児教育学科 210[注釈 1]/300
- 1985年
  - 5月1日 学生数[9]/定員
    - 幼児教育学科 724[注釈 1]/300
- 1986年
  - 5月1日 学生数[10]/定員
    - 幼児教育学科 672[注釈 1]/300
- 1987年
  - 5月1日 学生数[11]/定員
    - 幼児教育学科 634[注釈 1]/300
- 1992年
  - 5月1日 学生数[注 5]/定員
    - 幼児教育学科 443[注釈 1]/300
- 1999年
  - 5月1日 学生数[14]/定員
    - 幼児教育学科 422[注釈 1]/300
- 2012年〜2021年度あたりで、 入学定員150名→130名に減員。
- 2014年
  - 学内保育施設 鶴川保育園どんぐりはうす完成
- 2017年
  - 4月1日
    - 幼児教育学科を国際こども教育学科に改称[注 6]。
    - 専攻科の設置が認められ、以下の課程を設ける[注 7]。
      - 国際こども教育専攻 入学定員30名
- 2019年 新校舎完成[注釈 2]
- 2020年
  - 4月1日 校名をフェリシアこども短期大学に変更[注 8]。
- 2021年
  - 4月 共学化[注釈 2]。

## 基礎データ

### 所在地
- 東京都町田市三輪町1135

### 象徴
- ホームページほか右記資料も参照のこと参照[注 9]。

### 交通アクセス
- 小田急小田原線鶴川駅北口より、改札右手を進んだ5番乗り場より、神奈川中央交通バス鶴01系統「フェリシアこども短期大学」行に乗車、終点下車。

## 教育および研究

### 組織

#### 学科
- 国際こども教育学科 入学定員130名[1]
  - こども教育コース
  - 国際こども教育コース

#### 専攻科
- 国際こども教育専攻 入学定員30名[1]

#### 別科
- なし

##### 取得資格について
- 幼稚園教諭二種免許状、保育士資格、社会福祉主事任用資格

#### 附属機関
- 認定こども園フェリシア幼稚園
- 鶴川保育園どんぐりはうす
- 鶴川フェリシア保育園
- 成瀬フェリシア保育園

### 研究
- 『鶴川女子短期大学研究紀要』[26]
- 『国際こども教育センター研究紀要』[27]
- 『経営管理の展開と学級経営の高度化』[28]ほか。

## 学生生活

### 部活動・クラブ活動・サークル活動
- ダンスサークル

## 大学関係者と組織

### 大学関係者一覧

#### 大学関係者
- 佐藤淑子 - 本学教授 『イギリスのいい子 日本のいい子―自己主張とがまんの教育学』（中公新書、2001年）

## 施設

### キャンパス内
- 講義室、練習スペース、図書館、カフェテリア等

## キャンパス外
- 厚生施設として相模湖にセミナーハウスがある。

## 対外関係

### 系列校
- フェリシア高等学校

### かつて存在した系列校
- 東京商工経済専門学校（1984～2010）

## 卒業後の進路について

### 就職について
- 幼稚園や保育所、福祉施設への就職者が多いのが特徴である。

### 編入学・進学
- これまでの実績では、東海大学、相模女子大学等の実績がある。